# Fluor-18
Fluor-18 (18F) je radioizotop fluoru, jenž je významným zdrojem pozitronů. Jeho poločas rozpadu je 109,771(20) minut a hmotnost 18,000 938 0(6) u.
Přeměňuje se z 97 % beta plus přeměnou a ze 3 % záchytem elektronu. Oběma způsoby vzniká stabilní kyslík-18.
Využívá se v nukleární medicíně k diagnostice pomocí pozitronové emisní tomografie.